# Château d'Ambleville
 (décembre 2012).
Si vous disposez d'ouvrages ou d'articles de référence ou si vous connaissez des sites web de qualité traitant du thème abordé ici, merci de compléter l'article en donnant les références utiles à sa vérifiabilité et en les liant à la section « Notes et références ».
Le château d'Ambleville est un château Renaissance situé  à Ambleville, dans le Vexin français.
Le domaine, protégé au titre des monuments historiques, fait partie du parc naturel régional du Vexin français.
Il a reçu le label Jardin remarquable, décerné par le Ministère de la culture. Grand prix européens E.B.T.S. des jardins 2015. 1* au Guide vert Michelin depuis 2016.

## Historique
La seigneurie d'Ambleville est entre les mains de la famille des Essarts dès sa première mention au XIIIe siècle jusqu'en 1470, et devient par mariage la propriété des Mornay (famille d'origine berrichonne dont les différentes branches eurent St-Germain-sur-Indre, La Ferté-Nabert et La Ferté-Hubert ; La Chapelle-la-Reine, Achères et Villiers-le-Châtel : fiefs venus des Essarts ; La Chapelle-en-Vexin, Omerville, Buhy, Villarceaux à Chaussy, Boisemont (Boisemont ?), Montchevreuil, Le Mesnil, Valdampierre, le Haut-Bois de Pommereuil, Vaux-sur-Eure, le Plessis-Marly/Mornay, La Forêt-sur-Sèvre etc., à laquelle appartenaient le chancelier Pierre, Philippe du Plessis, Henri ou Auguste), qui la conservera jusqu'en 1711. C'est Louis de Mornay qui confie à l'architecte Jean Grappin la modification du château médiéval par le placage de la façade Renaissance encore visible sur la façade nord.  Le château était entouré de douves sur les bases d'une forteresse féodale postée sur les bords de l'Aubette, aux confins de l'Île-de-France et de la Normandie, alors anglaise. Le donjon du château médiéval sera détruit au milieu du XVIIIe siècle, et remplacé par une aile à la fin du XVIIIe siècle.  
Madame de Maintenon, alors maîtresse de Mornay, séjourna au château de Villarceaux en compagnie des « Enfants de France » et vint sans doute à Ambleville, propriété du cousin de son protecteur. [Quoi ?]
En 1711, la famille de Marolles succède aux  Mornay pour la courte période jusqu'en 1737, et la famille Labbé prend le relais pour une période pas beaucoup plus longue, jusqu'en 1774. 
Le dernier propriétaire sous l'Ancien Régime est Grégoire Alexandre Dupuis de Gerville, qui garde le domaine jusqu'en 1818. En 1819, il est vendu aux enchères et racheté par les Filleul d'Amertot, qui à leur tour le vendent aux Cavelier de Montgeon en 1860. 
En 1886, Antoine-René Hamot, fermier à Hodent, acquiert le domaine pour le revendre un an après à Ernest Leprêtre, qui ne figure que comme prête-nom dans cette transaction, mais sans les fermes et sans l'inventaire du château.
Leprêtre cède le château à Charles Sedelmeyer en 1893. Dans cette famille, Charles Sedelmeyer (1837-1925) se distingue comme célèbre marchand d'art. Il restaure le château à grands frais, y fait installer un théâtre et replacer des cheminées et des balcons vénitiens du XVIe siècle, orne le jardin de statues italiennes, acquises lors de la vente aux enchères de la villa d'Este sur le lac de Côme, aujourd'hui conservées à Villarceaux. En 1907, Charles Sedelmeyer vend une partie de sa collection à Drouot, évènement considérable à l'époque. 
Le château bénéficie de plusieurs protections au titre des monuments historiques : classement le 20 juin 1945 pour les façades et toitures du château, inscriptions le 4 juin 1926 pour le reste du château et le 13 décembre 2006 pour le parc du château et les façades et toitures des communs.
Trois ans après sa disparition (1925) la famille de Tulle de Villefranche, déjà à Villarceaux, devient propriétaire du château et le reste jusqu'en 2003, quand la famille Coutau-Bégarie lui succède; elle a entamé depuis 2003 une importante campagne de reconstitution des jardins originaux et de la restauration du château avec les M. H.

## Description des intérieurs ouverts à la visite
Escalier début XVIIIe siècle
- Portrait de Louis XVIII, en costume de sacre, atelier du baron Gérard vers 1814.
- Plusieurs portraits des XVIIe et XVIIIe siècles.
- Cabinet en ébène dit de Céphale et Procris par Pierre Gole, vers 1645.
- Commode tombeau marquetée d'époque Régence, vers 1730.
- Bustes en marbre d'empereurs romains et leurs colonnes.
- Grand groupe en bronze d'après l'antique Taureau Farnèse, époque Napoléon III.
- Tapisserie d'Audenarde vers 1580 représentant la reconstruction du temple de Jérusalem.
- Suites de sièges d'époque Louis XIII.
- Coffre en chêne, bardé de fer, dit de corsaire, XVIIe siècle.
- Sièges d'époque Louis XIII.

Chambre Mornay
- Lit à baldaquin en damas et broderies au point de Hongrie d'époque Louis XIII.
- Grande bibliothèque en chêne de style Renaissance.
- Buffet à deux corps Louis XIV.
- Petit canapé de voyage, formant lit en velours de laine, vers 1750.
- Trois fauteuils d'époque Louis XIV, Italie du Nord.

Salon des cuirs
- Tenture de cuir doré, Avignon (sans doute Boissier) vers 1670, et ses chaises en suite. cuir de Cordoue.
- Cabinet en ébène dit du Char de Céres et de Pluton, Paris vers 1650.
- Vitrines de style gothique, vers 1850, d'émaux de Limoges.
- Miroir en ébène gravé d'époque Louis XIV.
- Buste en plâtre de Henri IV, vers 1830.

Salle à Manger
- Table à 10 pieds en acajou Louis XVI, pour 24 couverts.
- Chaises de style Louis XV, velours frappé.
- Console bordelaise en acajou et citronnier de la fin du XVIIIe siècle.
- Paire de statues en marbre blanc de Charles-Antoine Bridan (1730-1805).

Galerie des tapisseries
- Suite de six tapisseries d'Audenarde vers 1610. Fêtes pastorales, Amours de Gombault et Macée.
- Cabinets en ébène de Jean Armand, vers 1640, provenant du château de Beaumesnil, commandé par Jacques Le Comte, marquis de Nonant, baron de Beaumesnil, gentilhomme ordinaire de la chambre de Louis XIII. Château de Beaumesnil
- Plusieurs cabinets du XVIIe siècle dont Augbourg, Anwers et Tyrol.
- Mobilier de salon Louis XIV, et leurs housses en soie vers 1700.
- Paire de fauteuils en tapisserie d'époque Louis XIII.
- Bureau plat en marqueterie Boulle attribué au fils de André-Charles Boulle ou Oppenord, vers 1730.
- Petit bureau plat en ébène d'époque Régence.
- Table en placage d'écaille rouge marqueté de fleurs et oiseaux attribuée à Gole, époque Louis XIV.
- Paire de consoles à entretoise en chêne sculpté d'époque Louis XIV.
- Commodes à deux tiroirs en placage de palissandre d'époque Louis XIV.
- Grand buste en marbre de couleur de Côme de Médicis d'après celui de Benvenuto Cellini.

Jardins
Les jardins des XVIIe et XVIIIe siècles ont été remaniés en 1928 par la marquise de Villefranche, et s'inspirent de ceux de la  Villa Gamberaia restaurés en 1906 à Florence. Ils offrent un exemple particulièrement abouti de jardin à l'italienne.
Les jardins sont ouverts au public ainsi que le château toutes les fins de semaine, de juin à septembre, voir horaires. 

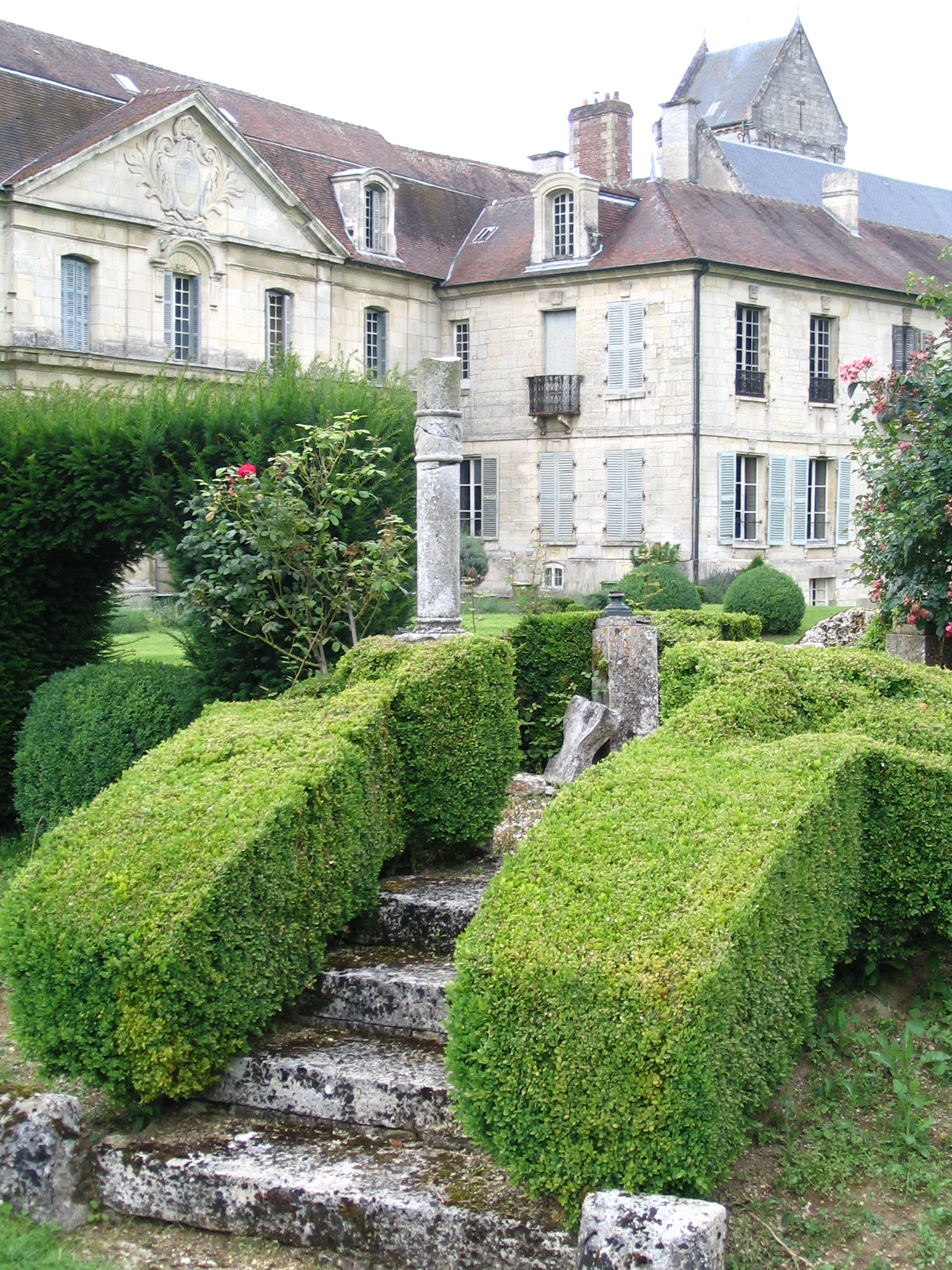
Façade sud.
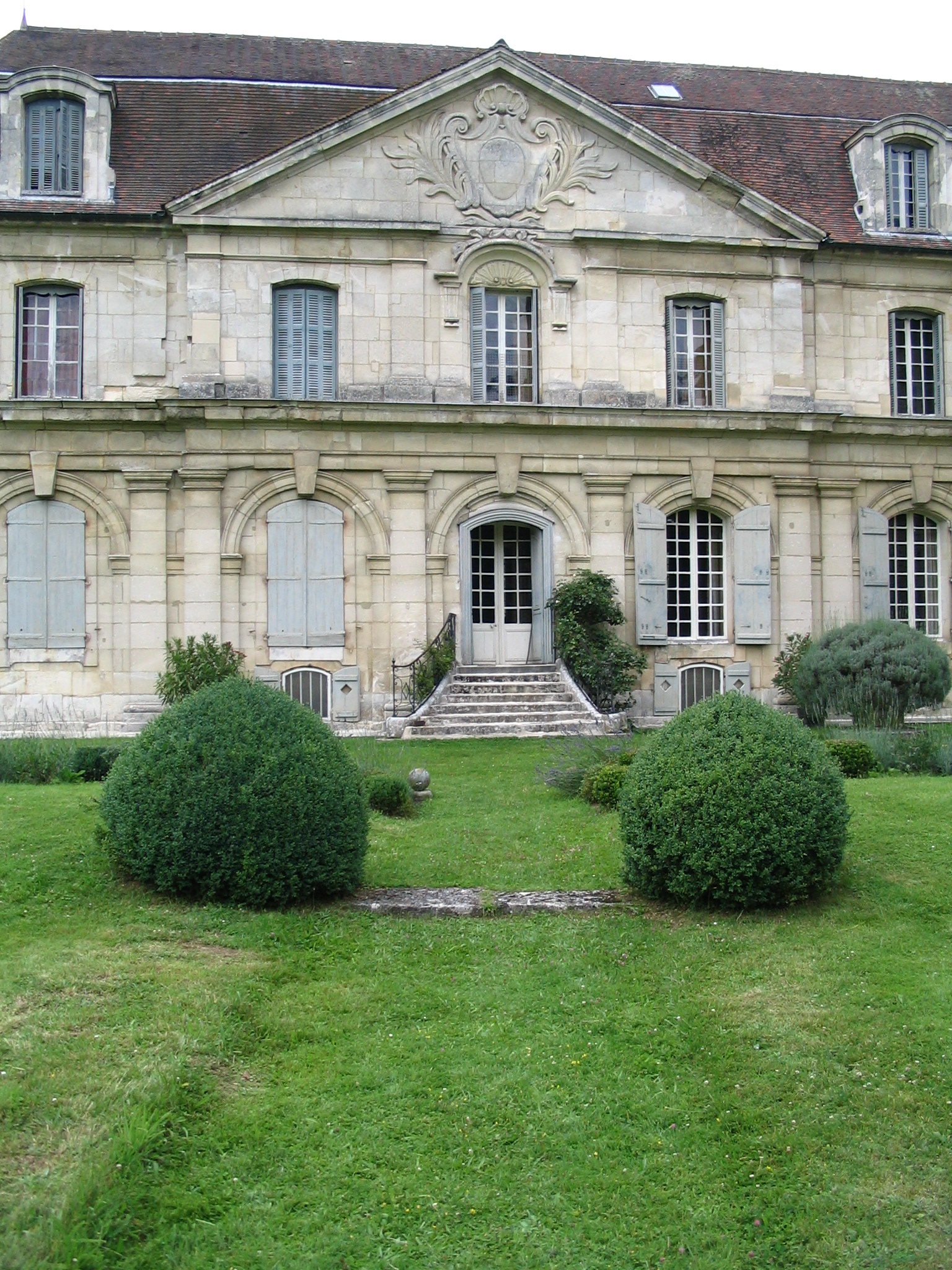
Façade sud.
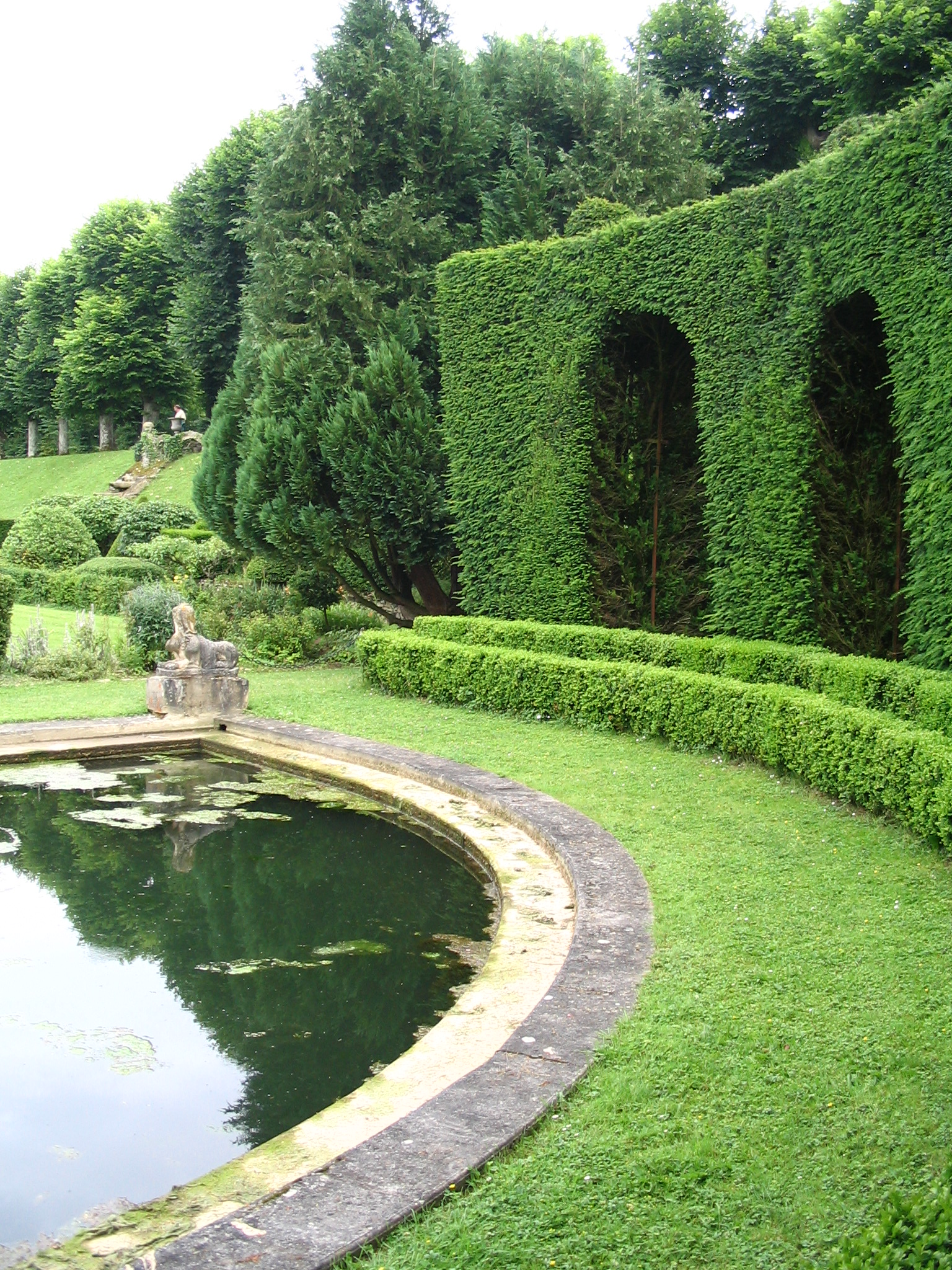
Vue des jardins.
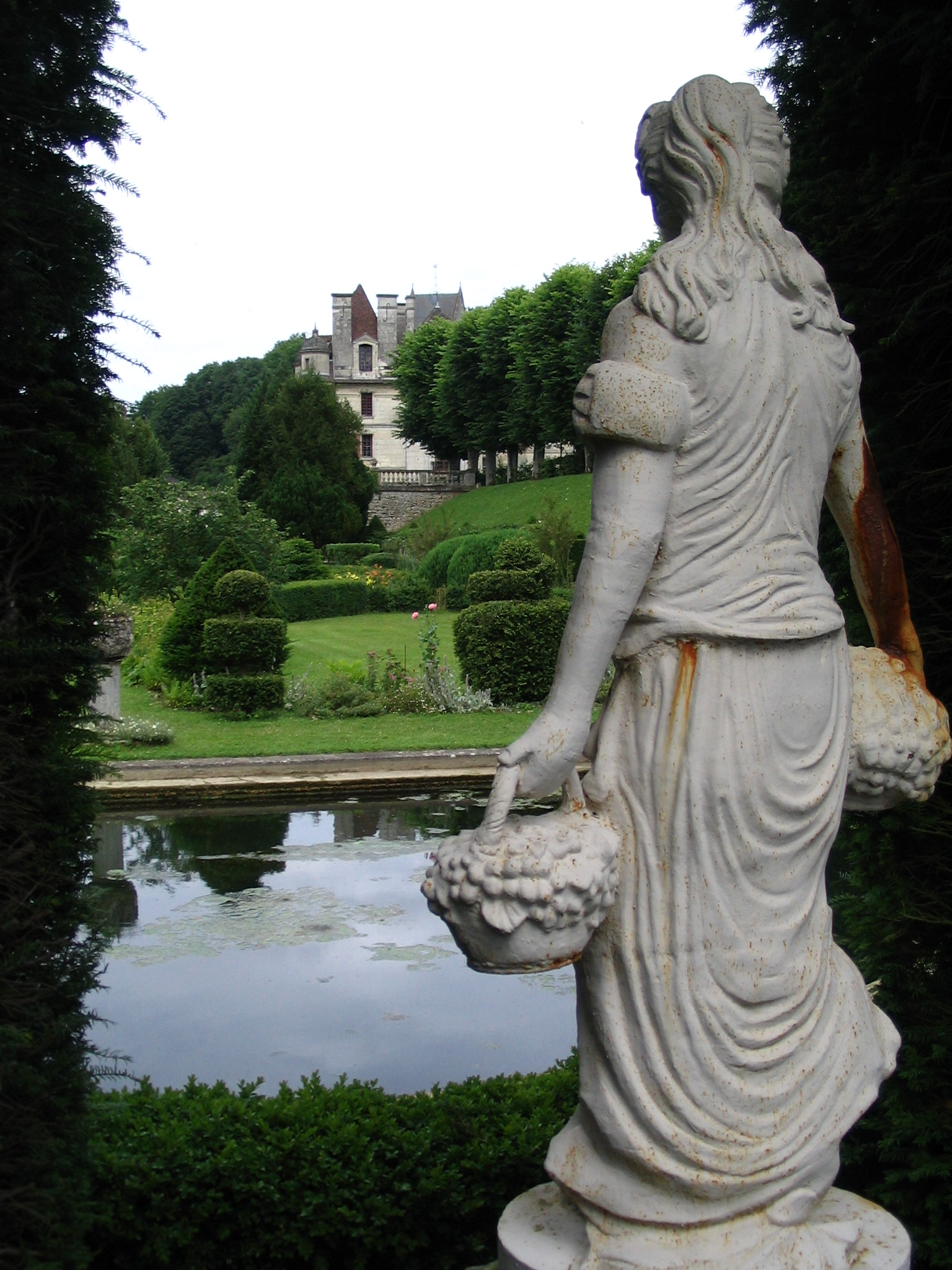
Le château vu des jardins.

### Sources
- Olivier Coutau Bégarie, Le Château d'Ambleville, 2011.
- Archives conservées au château.
- Merveilles des châteaux d'Ile de France. Editions Réalités Hachette.1972.
- V.M.F.n°197 Jardins de châteaux p. 24 & 25.
- Ingrid De Meûter, Conservateur tapisseries des Musées Royaux d’art et d’histoire, Bruxelles. La Chambre des tapisseries du château d’Ambleville
- Arnaud Chicurel Les Plus Beaux Châteaux d'Île de France et des environs, éditions Bonneton, 2023.
- José Gilles, Châteaux et Châtelains du Vexin, tome IV, les environs de Villarceaux. Collection Histoire et patrimoine du Vexin.
- Jean-Pierre Fournet, Les Cuirs dorés, un art européen, éditions Monelle Hayot.
- Henry Soulange-Bodin, Les Anciens Châteaux de France, Quatre tomes sur l'Île de France, éditions Contet.